# نيل سميث (لاعب كريكت)
نيل سميث (27 يوليو 1967 بسوليهل في المملكة المتحدة - ) (بالإنجليزية: Neil Smith)‏ هو لاعب كريكت بريطاني. شارك مع منتخب إنجلترا للكريكت. أما مع النوادي، فقد لعب مع نادي وارويكشاير للكريكيت ‏.

## وصلات خارجية
- نيل سميث (لاعب كريكت) على موقع إي آس بي آن كريك إنفو (الإنجليزية)